# Cured In Place Pipe
La tecnologia del CIPP - Cured In Place Pipe (Rivestimento polimerizzato in sito), detta anche Cured In Place Lining  o Risanamento con tubi reticolati in sito in situ lining o ancora soft lining, è una metodica di risanamento no-dig di condotte interrate ed aeree (relining riabilitativo) che consiste nella ricostruzione all'interno della condotta esistente di un nuovo tubo che prende la forma del tubo ospite e se ne assume tutte le caratteristiche idrauliche ( ma anche statiche).

## Modalità di esecuzione
La tecnologia del CIPP è basata sull'inserimento, all'interno del tubo da risanare (tubo ospite) di un tubolare (detto liner) in feltro poliestere o fibra di vetro che, preliminarmente all'inserimento, viene impregnato a rifiuto con una resina termoindurente (detto carrier) - poliestere, vinilestere o epossidica - idonea a resistere all'azione chimica  dei fluidi convogliati in condotta.

Il liner viene quindi gonfiato all'interno del tubo da risanare, in modo da farlo aderire perfettamente alle pareti di questo.
Una volta inserito e gonfiato il tubolare impregnato di resina viene fatto indurire attraverso la reticolazione (polimerizzazione) della resina di cui è impregnato.
Il risultato è costituito da un nuovo tubo, anche con funzioni strutturali, perfettamente aderente alla vecchia condotta da risanare, qualsiasi sia la forma di questa.
Il nuovo tubo, in materiale composito, che risulta al termine dell'applicazione, oltre ad aderire perfettamente alle pareti interne del tubo ospite (la tubazione da risanare) è in grado di assolvere a tutte le funzioni idrauliche e strutturali a cui assolveva il tubo preesistente.
A consolidamento terminato, la guaina indurita viene sezionata in corrispondenza dei pozzetti di ispezione intermedi e dei terminali.
I punti di contatto terminali tra guaina (liner) e condotta esistente (host) vengono sigillati mediante l'applicazione a mano di appositi stucchi chimici leganti.
Una volta realizzato il nuovo tubo interno con una fresa robotizzata, si provvede a ricreare le aperture interne ripristinando i collegamenti laterali alla tubatura principale (es impiantini di fognatura).
Quando possibile, e ciò ricorre nella gran parte dei casi, tutte le operazioni avvengono utilizzando i pozzetti esistenti, o realizzando scavi di intercetto della condotta esistente.
Anche per i grandi diametri e per canali chiusi è possibile intervenire su tratti lunghi anche centinaia di metri operando da un unico punto di accesso.

## Attività propedeutiche
Il sistema prevede, dopo operazioni preliminari di pulizia, video ispezione e messa fuori servizio della tratta oggetto del relining, il preliminare confezionamento in stabilimento del liner, la sua impregnazione e il suo trasporto in cantiere dove, con un procedimento che può essere quello dell'inversione o della semplice trazione (Pulled-in-Place), viene messo in opera all'interno della condotta da risanare.

## Tipologie di CIPP
La polimerizzazione della resina può avvenire grazie alla somministrazione di:
- calore mediante acqua calda o vapore surriscaldato. È la metodologia tradizionale;
- energia radiante mediante emettitori di raggi UV.

Nel primo caso si parla di thermal curing o thermal CIPP nel secondo di UV-lining o UV CIPP.
A seconda del metodo di polimerizzazione cambia il tipo di liner (cioè cambiano la composizione del tubolare e della resina utilizzata), le modalità di inserimento e la tecnica di gonfiaggio.
Nel caso  di thermal curing, il liner è costituito da feltro in uno o più strati, impregnato su una delle due facce con una resina termoindurente (ad esempio epossidica, poliestere, etc..) mentre l'altra faccia è rivestita con un film di materiale plastico (PE, PP, PU, etc).
Poiché in fase di realizzazione del tubolare la parte impregnata è quella esterna, quando lo si inserisce nella condotta viene fatta l'inversione, il cui risultato finale fa sì che la guaina abbia la parte in resina a contatto con le pareti della vecchia condotta, ed un film plastico costituisca il nuovo piano di scorrimento dei fluidi da trasportare. In questo caso sia l'inversione che l'avanzamento avviene mediante acqua calda o vapore surriscaldato.
Nel caso di UV lining, il liner è realizzato da uno speciale tessuto in fibra di vetro a multi strato, impregnata di resina fotoindurente o foto polimerizzante.
Il liner viene compreso tra due strati di materiale plastico tali da impedire la fuoriuscita della resina. Il tubolare viene inserito per semplice trazione utilizzando un argano esterno ed un cavo di tiro. La seconda metodologia garantisce migliori prestazioni strutturali.

## Materiali
La norma internazionale UNI EN ISO 11295 "Classificazione ed informazioni relative alla progettazione dei sistemi di tubazione di materie plastiche utilizzati per il ripristino"  prevede la distinzione di tutte le tecniche di relining ed offre una sostanziale divisione a monte in:
- Tecniche di riparazione e manutenzione
- Tecniche di rinnovazione
- Tecniche di ripristino

Nelle tecniche di rinnovazione ci sono oltre al CIPP tutte le tecniche di risanamento trenchless. Questa divisione fa capire come il risanamento non è una semplice manutenzione di una tubazione, ma un sostanziale rinnovamento della vecchia condotta aumentandone le performance iniziali.
Inoltre, come nella norma americana AWWA (American Water Works Association) M28 “Rehabilitation of Water Mains“  la UNI EN ISO 11295 prevede, a seconda dello stato della condotta un liner con una certa classe di resistenza:
- incollato;
- semi-portante;
- auto-portante.

### La guaina

#### Termo CIPP
Nel termo CIPP il liner (spesso chiamato calza) è costituito da una guaina tubolare, ad uno o più strati, di agofeltro flessibile o di un materiale tessuto non tessuto poliestere, o anche da tessuto in fibra di vetro, o infine da configurazioni multistrato miste (feltro, tessuto in fibra di vetro), capace di essere impregnato con la resina termoindurente e di resistere alle pressioni d'installazione ed alle temperature che si raggiungono nel corso della polimerizzazione della resina.
Inoltre, il materiale della calza dovrà essere compatibile con il tipo di resina utilizzata. Lo strato della calza a contatto con il fluido è rivestito con un film di materiale plastico (in genere poliuretano o polietilene o pvc) resistente anch'esso al tipo di resina usata che funge da contenimento della resina stessa e va a costituire il nuovo piano di scorrimento dei liquidi trasportati nella condotta.
La calza deve avere di dimensioni e lunghezza idonea al rivestimento interno del tratto di condotta da rinnovare
tali che una volta installata ricopra perfettamente la superficie interna della condotta originale per tutta la sua lunghezza.
Debbono essere considerate delle tolleranze sul perimetro della calza necessarie per compensare la dilatazione che avviene durante il processo di inversione.

#### UV CIPP
Nell'UV CIPP il liner è realizzato da uno speciale tessuto in fibra di vetro a multi strato impregnata di resina fotoindurente.
Il liner viene compreso tra due strati di materiale plastico tali da impedire la fuoriuscita della resina. Quello esterno a contatto con il tubo esistente viene detto preliner e serve anche a evitare che l'umidità presente sulla parete del tubo ospite possa compromettere la polimerizzazione, mentre l'altro, detto innerfilm, va a costituire anche il nuovo piano di scorrimento dei liquidi trasportati nella condotta.

### Le resine
Le principali resine impiegate sono generalmente:
- di tipo poliestere - adatta per fluidi reflui sia civili che industriali fino a una temperature di 30-34 °C;
- di tipo vinilestere - adatta per fluidi reflui industriali con un intervallo di pH ampio e fino a una temperature > 60 °C;
- di tipo epossidico - adatta per fluidi alimentari che necessitano di un minimo rilascio  di particelle di resina

A seconda delle metodologie di polimerizzazione tali resine devono essere termoindurenti o fotoindurenti (light curing resins).

## Vantaggi e svantaggi
La tecnologia CIPP è sicuramente più costosa di tutte le altre tecnologie di relining riabilitativo ma offre sicuramente prestazioni migliori nel ripristino delle caratteristiche idrauliche ma anche strutturali di condotte danneggiate, e tempi di esecuzione più rapidi, specialmente con riferimento a quelle UV CIPP.
Da una sola apertura sono possibili interventi lunghi anche centinaia di metri per tubi di qualunque forma e dimensione  con diametro massimo equivalente fino a 2500mm.
La forma della condotta da ripristinare può essere circolare, ovoidale o policentrica. Può essere utilizzata anche in tratti di condotte non rettilinee.
I lavori di CIPP potrebbero avere effetti tossici. La diffusione di sostanze tossiche e/o cancerogene è stata riportata nella maggior parte dei siti in cui queste sostanze sono state analizzate 
1. ↑   Ra K et al. Considerations for emission monitoring and liner analysis of thermally manufactured sewer cured-in-place-pipes (CIPP). Journal of Hazardous Materials 2019; 371: 540., su sciencedirect.com.

## Normativa
- UNI EN 13689:2003 - Guida per la classificazione e la progettazione dei sistemi di tubazioni di materia plastica per il ripristino
- UNI EN ISO 11295:2010 "Classificazione ed informazioni relative alla progettazione dei sistemi di tubazione di materie plastiche utilizzati per il ripristino"
- UNI EN ISO 11296-4:2011 - Sistemi di tubazioni di materia plastica per il ripristino di reti non in pressione di fognature e di scarichi - Parte 4: Inserimento interno (lining) di tubi polimerizzati in loco
- ASTM F1216-2009 - REHABILITATION OF EXISTING PIPELINES&CONDUITS BY THE INVERSION&CURING OF A RESIN-IMPREGNATED TUBE